# Krigsåret 1946

## Pågående krig
- Kinesiska inbördeskriget (1945-1950)
  - Republiken Kina på ena sidan
  - Kinas kommunistiska parti på andra sidan

- Indonesiska självständighetskriget (1945-1949)
  - Nederländerna och Storbritannien på ena sidan
  - Republiken Indonesien på andra sidan

- Indokinakriget (1946-1954)[1]
  - Franska unionen på ena sidan
  - Viet Minh på andra sidan

- Inbördeskriget i Grekland (1946-1949)

## Händelser

### Juli
- 1 - Test Able inom Operation Crossroads utförs.
- 22 - Irgun bombar Hotel King David i Jerusalem.
- 25 - Test Baker inom Operation Crossroads utförs.

### Oktober
- 1 - Domar avkunnas i Nürnbergprocessen mot de främsta tyska krigsförbrytarna från andra världskriget.

### November
- 23 - Franska flottan bombarderar den vietnamesiska hamnstaden  Hai Phong i norra Vietnam, vilket är inledningen på Indokinakriget, Frankrikes försök att återta kontrollen över Franska Indokina.

### December
- 20 - Franska trupper ockuperar Vietnams huvudstad Hanoi.

### Fotnoter
1. ↑  ”Chronological List of All Wars”. Arkiverad från originalet den 9 oktober 2014. https://web.archive.org/web/20141009082543/http://www.correlatesofwar.org/COW2%20Data/WarData_NEW/WarList_NEW.pdf. Läst 29 juni 2011.